# Leonorilda Ochoa
Leonorilda Ochoa Pagaza (Ciudad de México, 30 de octubre de 1939 - Ibidem, 22 de mayo de 2016) fue una actriz y comediante mexicana, recordada por haber interpretado al personaje de La Pecas, en la serie de televisión, Los Beverly de Peralvillo (1969-1971) y en la película ¡Qué familia tan cotorra! (1973). También participó en otras, como La alegría de vivir (1965), Despedida de soltera (1966) y Capulina Speedy González (1970).

## Biografía
Originaria de Ciudad de México, estudió la carrera de Contabilidad hasta segundo año, momento en que se salió pues descubrió su pasión por las artes. Tomó clases con el gran maestro Ángel R. Esquivel. Como actriz, debutó en el programa Variedades de mediodía. En cine, debutó en El dengue del amor, en 1965, junto a estrellas como Adalberto Martínez "Resortes" y Evita Muñoz "Chachita". Continuó participando en programas como Los Beverly de Peralvillo, en donde tuvo su mejor papel " La Pecas" en unión de Guillermo Rivas "El Borras" , Amparo Arozamena, Arturo "Bigotón" Castro, César González "El abuelo", Sergio Ramos «El Comanche». Otra serie fue La media Ochoa y Salón de belleza, donde dio a conocer su gran vena humorística. Su primera telenovela fue Morir para vivir, producida por Ana Martín en 1989, donde hizo una recreación del personaje de Milagros, la simpática dueña de la pensión donde trascurría la historia. Le siguieron las telenovelas Alcanzar una estrella, Vivo por Elena, Así son ellas y Rubí.
Realizó su último trabajo como actriz en la telenovela Código postal, producida por José Alberto Castro en 2006. En 2009, durante la confirmación de la ANDA para realizar una homenaje a la actriz, su hija Paola Ochoa declaró que su madre padecía Alzheimer, enfermedad que se le detectó en 1997 pero que se agravó en los últimos años. Debido a su condición la actriz fue internada en una casa de reposo en Coyoacán, donde estuvo internada hasta su fallecimiento.
Ya en el año 2004, cuando su enfermedad todavía no la consumía, Leonorilda Ochoa se quejó de que Televisa le había hecho a un lado y ya no la llamaba para actuar. Ese mismo año el productor José Alberto Castro se acordó de ella y la llamó para la telenovela Rubí. Cabe destacar que el productor también la incluyó en el elenco de la que sería su última telenovela, Código postal
En el año 2010 se desató una batalla legal entre los hijos de la actriz, Paola y Sergio Ochoa. Esto ocurrió cuando Paola acusó a su hermano de descuidar a su madre, sacarla de su casa e internarla en un hogar y de aprovecharse de su enfermedad para hacerla firmar un documento que lo convertiría en su tutor legal y beneficiario de sus bienes materiales. Paola, a raíz de esto, interpuso una demanda contra su hermano por interdicción. Hasta el último momento el conflicto no se había resuelto, y Paola sólo podía visitar a su madre si contaba con la autorización de su hermano. Estuvo casada con el cantante y compositor Pepe Jara y, luego, con el actor Guillermo Rivas. En los últimos años de su vida estuvo retirada del mundo del espectáculo debido a que padecía la enfermedad de Alzheimer.

### Fallecimiento
Fue el domingo 22 de mayo de 2016 debido a una pulmonía fulminante, a las 4:25 p. m., según se reportó por familiares de la actriz, que había fallecido en la cama, en paz y tranquila en su casa de descanso, a los 76 años de edad, tras una larga lucha contra la enfermedad de Alzheimer.

## Filmografía

### Películas
- Se me hizo agua la canoa (1994)
- El superman... Dilon (1993)
- Las caguamas ninja (1991) .... Petisa
- No tan virgen (1991)
- Raptóla, violóla y matóla (1989)
- Cinco nacos asaltan Las Vegas (1987)
- ¡Qué familia tan cotorra! (1973) .... La Pecas
- Los Beverly de Peralvillo (1971) .... La Pecas
- La cigüeña sí es un bicho (1971)
- La mujer de oro (1970)
- Capulina Speedy González (1970) .... Rosita Smith
- Cazadores de espías (1969)
- Romance sobre ruedas (1969)
- Muñecas peligrosas (1969) .... Leonor
- Con licencia para matar (1968) .... Leonor
- Amor en las nubes (1968)
- Caballos de acero (1967)
- Novias impacientes (1967)
- Los años verdes (1967)
- Amor a ritmo de go-go (1966)
- Despedida de soltera (1966) .... Laura
- La alegría de vivir (1965)
- El dengue del amor (1965)

### Series de TV
- Desde Gayola (2003)
- Mujer, casos de la vida real (1997 - 2003)
- Los nuevos Beverly (1996)
- Las solteras del 2 (1987)
- Salón de belleza (1985)
- La carabina de Ambrosio (1983 - 1984)
- Hogar dulce hogar (1983)
- La familia Burrón (1974) .... Borola
- La media Ochoa (1972)
- Do-Re-Mi de costa a costa (1969)
- Los Beverly de Peralvillo  (1968-1971) .... La Pecas
- Domingos Herdez (1962)
- Chucherías (1962)
- Cómicos y canciones (1956)

### Telenovelas
- Código postal (2006 - 2007) .... Chuyita
- Rubí (2004) .... " Doña Dolores"
- Así son ellas (2002) .... Rita Díaz
- Cuento de Navidad (1999) .... Vecina
- Alma rebelde (1999) .... Chonita
- Vivo por Elena (1998) .... Aurora
- Alcanzar una estrella (1990) .... Soledad
- Morir para vivir (1989) .... Milagros